# 二次曲面 (射影幾何学)
射影幾何学における二次曲面（にじきょくめん、英: quadric）とは、何らかの二次形式の斉次座標系における零点集合として与えられるような射影空間内の点集合を言う。これはまた、射影幾何学における双対性を考えれば、双対超平面上の点全体の成す集合としても定義できる。

## 厳密な定義
より正確に、V を体 K に係数を持つ {\displaystyle (n+1)}-次元ベクトル空間とし、F を V 上の二次形式、P を V に対応する n-次元射影空間
{\displaystyle P:=\{[v]\mid v\in V\setminus \{0\}\}}
とする（ここで {\displaystyle [v]} はベクトル v の非零定数倍として得られるベクトル全体の成す集合）とき、二次形式 F によって定められる K 上の（射影）二次超曲面とは
{\displaystyle F(v)=0}
を満たす P 内の点 {\displaystyle [v]} 全体の成す集合として定義される。注意すべき点として、 
{\displaystyle [u]=[v]\implies u=kv\quad (\exists k\in K)}
かつ、二次形式の定義から 
{\displaystyle F(kv)=k^{2}F(v)}
が成り立つので、先の条件によって P 内の二次曲面が定義されるという主張は正当である。
P として実射影平面や複素射影平面を取るときの射影二次超曲面は、特に（射影）二次曲線や（射影）円錐曲線と呼ばれる。また P が三次元の実射影空間や複素射影空間であるときを特に（射影）二次曲面と呼ぶ場合もあるが、射影二次超曲面全般を指す意味で射影二次曲面と呼ぶことも多い。
一般に、K が実数体であれば、射影二次超曲面は n-次元射影空間 P の {\displaystyle (n-1)}-次元部分多様体になる。例外は、ある特別な性質を持つ二次形式に対応する退化二次曲面である。例えば、F が（任意のベクトル v を零化する）零形式 (trivial form, null form) のときは対応する射影二次超曲面は P 全体になり、また F が定符号二次形式（つまり至る所正値もしくは至る所負値）ならば対応する射影二次超曲面は空になり、あるいは F が二つの非自明な一次形式の積に分解されるときには対応する射影二次超曲面は二つの超平面の合併になる、といった具合である。文献によっては、「二次曲面」の中にこれら特別の場合の一部または全てを含めないこともある。

## 二次曲面の行列表示
ベクトル空間 V の基底を選び、それに関するベクトル v の座標が {\displaystyle (v_{0},\ldots ,v_{n})} であるとき、任意の二次形式 F は V の係数体 K に成分 mij を持つ適当な (n+1)-次対称行列 M = (mij) を用いて
{\displaystyle F(v)=\sum _{0\leq i,j\leq n}m_{ij}v_{i}v_{j}}
と書くことができる。行列 M は F および V の基底の取り方のみによって決まる。この式は、各 i-成分が
{\displaystyle h_{i}=M_{i0}v_{0}+\cdots +M_{in}v_{n}}
で与えられる Kn+1 のベクトル F′(v) と標準内積{\displaystyle \cdot } を用いれば、
{\displaystyle F(v)=v\cdot F'(v)}
と書いてもよい。
二次形式 F が零形式であることと、M が零行列となることとは同値である。係数体 K が実数体であるならば、M を対角行列とするような基底が必ずとれる。この場合に、対角成分 mii の符号を見れば、二次曲面が退化しているか否かを知ることができる（後述）。

## 極性・接超平面・特異点
一般に、射影二次曲面 Q は射影極性と呼ばれるものを定める。これは、点と超平面の間の接続関係を保ちながら、P の任意の点 {\displaystyle p=[v]} を P の超平面 {\displaystyle p^{\ast }} へ、あるいはその逆へ写すような写像 ∗ を言う。V の基底を決めれば、極超平面 {\displaystyle h=p^{\ast }} の係数ベクトルは前節の {\displaystyle F'(v)} で与えられる。
- 点 p が二次曲面 Q 上に無いならば、対応する超平面 h は定義可能（即ち、恒等的に零でない）で、かつ p を含まない。
- 点 p が二次曲面 Q 上にあって、かつ対応する超平面 h が定義可能ならば、h は p を含む（このとき p は正則点 (regular point) と呼ばれる）。実は、この超曲面 h は点 p における二次曲面 Q の接超平面である。
- 点 p が二次曲面 Q 上にあって、かつ全ての係数 hi が零となることが起こり得る。このときには曲超平面 {\displaystyle p^{\ast }} は定義されず、点 p は二次曲面 Q の特異点 (singular point, singularity) と呼ばれる。
- 上記の接超平面は、Q に全く含まれるか、または Q と一点のみで交わるかの何れかを満たす直線全ての交わりであることがわかる。
- 超平面上の点 {\displaystyle [u]} に対して、その超平面が二次曲面 Q と {\displaystyle [v]} において接する条件は、{\displaystyle u\cdot F'(v)=0} である。これはまた {\displaystyle v\cdot F'(u)=0} なる条件とも同値である。
- 点 {\displaystyle [v]} が特異点となる条件は {\displaystyle F'(v)=0} と書ける。二次曲面が特異点を持つための必要十分条件は、係数行列 M が対角行列となるようにしたとき対角成分に零が一つ以上現れることである。これにより、二次曲面 Q 上の特異点全体の成す集合が部分射影空間となることがわかる。

## 二次曲面と直線との交点
射影空間において、各直線は二次曲面 Q と高々二点で交わる（交点数が零として、交わらない場合も含む）か、さもなくば Q に全く含まれる。実際、相異なる二点 {\displaystyle p=[u],q=[v]} の定める直線は、係数体 K からとった、同時に零となることはない任意のスカラー a, b によって {\displaystyle [au+bv]} の形に書くことのできる点全体の成す集合であり、この一般の点が二次曲面 Q に載っていることと {\displaystyle F(au+bv)=0}, 即ち
{\displaystyle a^{2}F(u)+ab(u\cdot (\partial F(v)))+b^{2}F(v)=0}
が成り立つこととは同値であって、交点数は三つの係数
{\displaystyle A=F(u),\quad B=u\cdot (\partial F(v)),\quad C=F(v)}
に依存して決まる。A, B, C が三つとも零ならば、任意の a, b が等式を満たすから、直線は Q に全く含まれることになる。そうでない場合には、
{\displaystyle \Delta =B^{2}-4AC}
が負、零、正となるのに従って、それぞれ交点数が 0, 1, 2 で与えられる。